# Fischbach (Moder)
Der Fischbach ist ein etwa 3,6 km langer linker Zufluss der Moder im Département Bas-Rhin in der Region Grand Est.

## Geographie

### Verlauf
Der Fischbach entspringt in drei Quellästen in den Nordvogesen nördlich von Kohlhuette. Der Ursprung des mittleren Hauptquellastes liegt auf einer Höhe von etwa 290 m. In Kohlhuette fließen die drei Quelläste zusammen.
Der vereinigte Bach fließt südwärts durch das enge Fischbachthal, läuft östlich an Wingen-sur-Moder vorbei und mündet dort, nach der Unterquerung der Rue des Orfevres, auf einer Höhe von etwa 210 m von links in die aus dem Westen heranziehende Moder.
Sein 3,6 km langer Lauf endet ungefähr 80 Höhenmeter unterhalb seiner Quelle, er hat somit ein mittleres Sohlgefälle von etwa 22 ‰.

### Einzugsgebiet
Das Einzugsgebiet des Fischbachs liegt in den Vogesen und wird durch ihn über die Moder und den Rhein zur Nordsee entwässert.
Es grenzt
- im Nordosten und Osten an das Einzugsgebiet des Rothbachs, der in Moder mündet;
- im Südwesten an das des  Schwartzbaechel, das über das Schuesselthalbaechel in die Moder entwässert;
- im Westen an das des Gitzenbächel, das in das Schuesselthalbaechel mündet und
- im Norden an das des Breitenbachs, der über die Nördliche Zinsel in die Moder entwässert.

Fast das gesamte Einzugsgebiet ist bewaldet.
Die höchste Erhebung in der Kaesberg mit einer Höhe von 418 m im Norden des Einzugsgebiets.